# Hooglede
Hooglede je obec v provincii Západní Flandry v Belgii.

## Geografie
Hooglede leží v arrondissementu Roeselare 4 km severozápadně od města Roeselare, 20 km severozápadně od Kortrijku, 26 km jižně od Brugg, 45 km západně od Gentu a 90 km západně od Bruselu.

## Ekonomika
V obci Hooglede sídlí společnosti Deceuninck a MOL Trucks.

## Obyvatelstvo
K 1. lednu 2017 v obci žilo 10 007 obyvatel na ploše 37,84 km².

## Části obce
Obec Hooglede sestává z těchto částí:
- Hooglede
- Gits

## Doprava
Nejbližší výjezd se nachází z dálnice A17 u Ardooie.
Ve městech Roeselare, Lichtervelde a Kortemark se nacházejí nejbližší regionální nádraží a v Gentu a Bruggách také staví mezinárodní rychlíky.
U Ostende se nachází regionální letiště a u Bruselu se nachází mezinárodní letiště.

## Zajímavosti
V Hooglede se nachází německý vojenský hřbitov z první světové války.

## Sport
V roce 2007 se v obci Hooglede konalo Mistrovství světa v cyklokrosu.